# Bundestagswahlkreis Wolfenbüttel – Goslar-Land
Der Bundestagswahlkreis Wolfenbüttel – Goslar-Land war von 1949 bis 1965 ein Wahlkreis in Niedersachsen. Er umfasste den Landkreis Wolfenbüttel ohne die Exklave Baddeckenstedt und den Landkreis Goslar. Nach der Auflösung des Wahlkreises kam sein Gebiet zur Bundestagswahl 1965 zum Wahlkreis Goslar – Wolfenbüttel.
Der letzte direkt gewählte Wahlkreisabgeordnete war Heinz Morgenstern (SPD).

## Wahlkreissieger

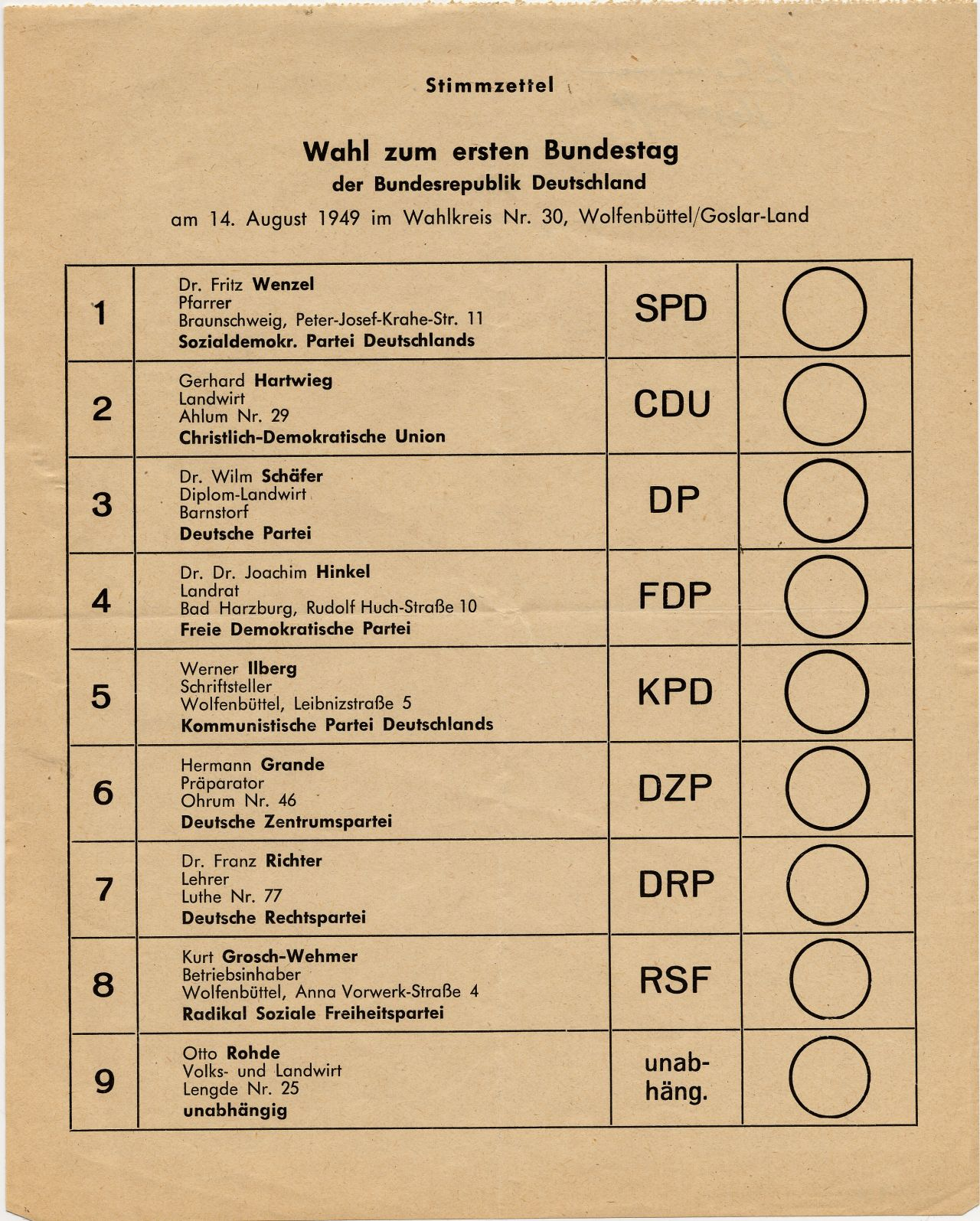
Stimmzettel für den Wahlkreis bei der ersten Bundestagswahl 1949

| Jahr | Name              | Partei | Erststimmen |
| ---- | ----------------- | ------ | ----------- |
| 1961 | Heinz Morgenstern | SPD    | 43,2 %      |
| 1957 | Carl Pietscher    | CDU    | 49,4 %      |
| 1953 | Rudolf Schrader   | CDU    | 43,7 %      |
| 1949 | Fritz Wenzel      | SPD    | 39,5 %      |

## Wahlkreisgeschichte
| Wahl      | Wahlkreisname                 | Gebiet                                                                   |
| --------- | ----------------------------- | ------------------------------------------------------------------------ |
| 1949      | 30 Wolfenbüttel – Goslar-Land | Landkreis Wolfenbüttel ohne die Exklave Baddeckenstedt, Landkreis Goslar |
| 1953–1961 | 52 Wolfenbüttel – Goslar-Land | Landkreis Wolfenbüttel ohne die Exklave Baddeckenstedt, Landkreis Goslar |